# Milan Ramljak
Milan Ramljak (* 29. September 1938 in Čitluk bei Posušje; † 25. Januar 2018 in Zagreb) war ein kroatischer Politiker und Diplomat.

## Leben
Ramljak promovierte 1979 an der juristischen Fakultät Universität Zagreb, an der er ab 1986 als Professor tätig war und Verwaltungswissenschaften lehrte. Auch an den rechtswissenschaftlichen Fakultäten der Universität Osijek, der Universität Rijeka und der Universität Split war er beschäftigt. Er war von 1986 bis 1989 Präsident der Vereinigung für Verwaltungswissenschaften und -praxis Kroatiens. Von Mai 1990 bis August 1992 war er stellvertretender Ministerpräsident Kroatiens. In dieser Funktion war er auch an der Entscheidung zur Herbeiführung der Unabhängigkeit Kroatiens von Jugoslawien beteiligt. Zwischen 1994 und 1998 war er kroatischer Botschafter in Österreich. Von Mai 1998 bis April 1999 war er kroatischer Justizminister, trat dann jedoch zurück. 2001/2002 war er als Botschafter in Deutschland eingesetzt. 2002 trat er von seiner Funktion als Botschafter aus Unzufriedenheit mit der Politik des kroatischen Außenministers Tonino Picula zurück.
Seine Beisetzung erfolgte am 30. Januar 2018 im Beisein des kroatischen Premierministers Andrej Plenković und des Zagreber Bürgermeisters Milan Bandić.

## Veröffentlichungen (Auswahl)
- mit Stjepan Ivanišević und Željko Pavić: Samoupravljanje (Selbstverwaltung), Zagreb 1974
- Centralna i lokalna uprava u razvoju (Zentrale und lokale Verwaltung im Wandel), Zagreb 1982